# Беатриса Арагонська
Беатриса Арагонська ((16 листопада 1457 , Неаполь і Капуя, Кампанія  — 23 вересня 1508 , Неаполь )) — дочка Фердинанда I, короля Неаполя та Ізабелли, принцеси Таранто. Була королевою-консортом при Матвії I Корвіні, королі Угорщини та Владиславу II, королі Угорщини і Богемії.

## Біографія
Беатриса рано втратила матір і здобула гарну освіту при дворі батька в Неаполі. Ще дитиною була заручена з Джованні да Марцано, сином герцога Сесса, але Фердинанд I посварився з герцогом і весілля не відбулася. Руки Беатріси просили багато принців, але її батько надав перевагу угорському королеві. Матвій I був вдівцем і на 14 років старшим за Беатрису. У 1465 році Фердинанд I запропонував йому в дружини свою старшу дочку Елеонору, але вона йому не сподобалася. У 1474 році переговори з Матвієм поновилися, наречена сподобалася королю і відбулася заручини.
Але весілля було тільки через два роки в Угорщині 22 грудня 1476 року, а 10 днів Беатріс була коронована королевою Угорщини. Шлюб гарантував союз між Угорщиною і Неаполем: у 1480 році, коли османський флот захопив Отранто герцогства Неаполя, на наполегливе прохання папи він направив угорського генерала Балаша Угорського повернути фортецю, яка здалася йому 10 травня 1481 року. У 1488 році Матвій на деякий час захопив Анкону під свій захист, оточивши його угорською залогою.
З появою Беатріси Угорщина почала італінозуватися. Поки вона не вивчила мадярську мову, то розмовляла з угорцями латинською, чим, за словами гуманіста Бонеріні, змусила дунайську країну з варварськими звичаями говорити латинською. Разом з королевою Угорщини приїхали архітектори, скульптури і живописці, які ввели в моду італійський ренесанс при дворі Матвія.
Будайський замок змінився і перетворився на справжній палац. Вельможі зробили в своїх будинках ґрунтовні зміни і почали прикрашати свої будинки предметами мистецтв.

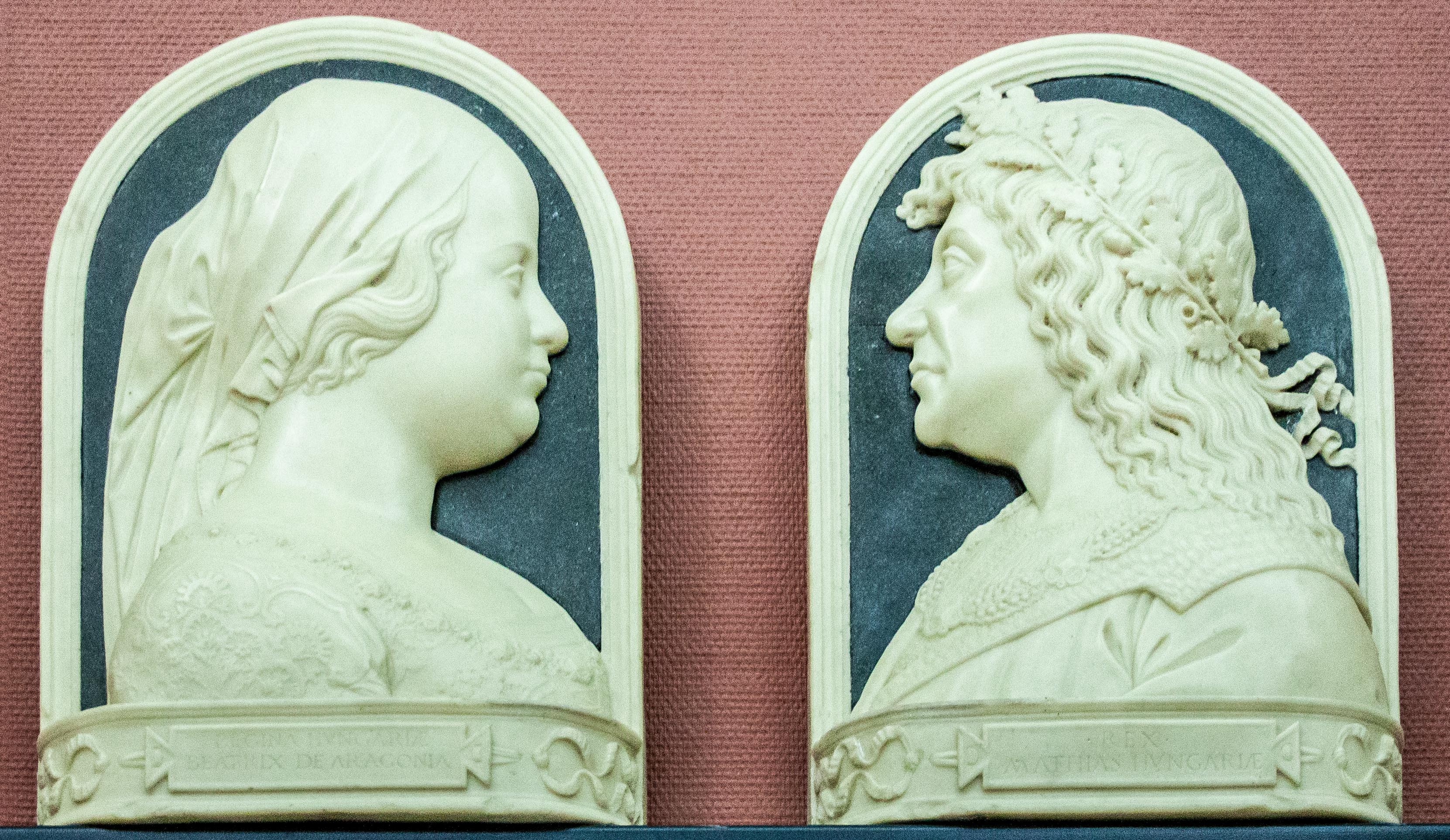
Королева Беатріс і король Матьяш

Беатриса розділяла інтереси з Матвієм: заохочувала його роботу в бібліотеці Корвіна, побудувала палац у Вишеграді як резиденцію для двору, і створила Академію. Італійські гуманісти зустрічали привітний прийом при угорському дворі і король до них був дуже щедрий. Політичний і художній вплив Італії на Угорщину дратувало багатьох угорців, вони звинувачували короля в божевільної розкоші і занадто вільному житті.
Крім того Беатриса впливала на чоловіка і в питаннях політики, він слухався її порад і скрізь брав з собою: в 1477 році вона супроводжувала Матвія під час вторгнення Австрії, і в 1479 році вона була присутня при укладенні мирного договору між Матвієм та Владиславом II. Сподіваючись, що вона дасть йому спадкоємця престолу, він прощав їй навіть її політичні інтриги, але, коли його сподівання не справдилися, він спробував, щоб дворяни визнали його незаконного сина Яноша Корвіна. Для цього він обдарував його титулами і грошима, і запросив до двору, що викликало перший конфлікт з Беатрисою. В 1490 році він вирішив одружити сина, без втручання дружини, з Б'янкою Марією Сфорца. Але розраховуючи на угорський престол, Беатриса завадила цим планам, втягнувши в цю справу свого батька. Серед цих сварок Матвій зі своїм двором виїхав до Відня, де з ним стався апоплексичний удар і 6 квітня 1490 року помер.

## Боротьба за престол
Зі смертю короля становище Беатриси стало критичним. Матвій помер без законного спадкоємця і питання про престолонаслідування мав вирішити парламент. Одна партія, вірна померлому королю, підтримувала його незаконного сина Яноша Корвіна, але їх була меншість. Більшість звернули свій погляд на Владислава II Ягеллончика, короля Богемії та Угорщини. Беатрису дворяни не любили, розраховувати їй не було на кого, тому вона вдалася до хитрощів. Вона почала доглядати за Владиславом, розраховуючи вийти за нього заміж і попалася в пастку. За згодою Владислава, угорське дворянство обіцяло їй влаштувати бажаний шлюб, якщо вона відмовиться від престолу на користь майбутнього чоловіка, і вона погодилася. Беатриса особисто була присутня в парламенті під час обрання короля і 21 вересня 1490 року Владислава коронували.
4 жовтня 1490 року в Естергомі єпископ Тамаш Бакоц повінчав королеву Беатрису з Владиславом II, але після церемонії він відразу кинув дружину. Формально, шлюб був незаконним, бо Владислав не отримав дозвіл від Папи на розлучення з першою дружиною і стверджував, що він не розглядав це як законний шлюб, і що його примусили одружитися проти його волі. Розсерджена Беатриса поїхала в архієпископство Стригони і звідти почала посилати до Папи Римського й італійського короля прохання, щоб вони змусили її чоловіка визнати шлюб законним. У 1493 році була скликана спеціальна комісія для розслідування. У 1500 році Папа Олександр VI, за порадою французького та венеціанського двору, оголосив шлюб Беатриси незаконним, що дало можливість у 1502 році Владиславові II одружитися з Анною де Фуа.
Покинувши Угорщину, Беатриса повернулася до Неаполя, де знайшла свою сім'ю частково у вигнанні, почасти в злиднях. Територія королівства була розділена між Францією та Іспанією. Фернандо II Католик приділив їй увагу і виділив скромне утримання. Двір її користувався повагою і його відвідували деякі гуманісти. До Угорщини Беатриса посилала кілька разів кур'єрів, вимагаючи повернення приданого. Незважаючи на втручання Папи і Іпполіто Д'есте, вона нічого не змогла добитися. Померла в 1508 році.